# Rüütli tänav (Tartu)
La rue du Chevalier (estonien: Rüütli tänav, nom historique allemand Ritterstrasse) est une rue de Tartu en Estonie.

## Présentation
La rue est située dans la partie historique de la ville, elle part de la place Raekoja et se termine en rencontrant la rue Lai tänav. 
Elle croise les rues Küütri tänav, Munga tänav et Gildi tänav et mesure environ 380 m de long.
La Rüütli tänav est une zone piétonne et l'une des principales rues touristiques de la ville.

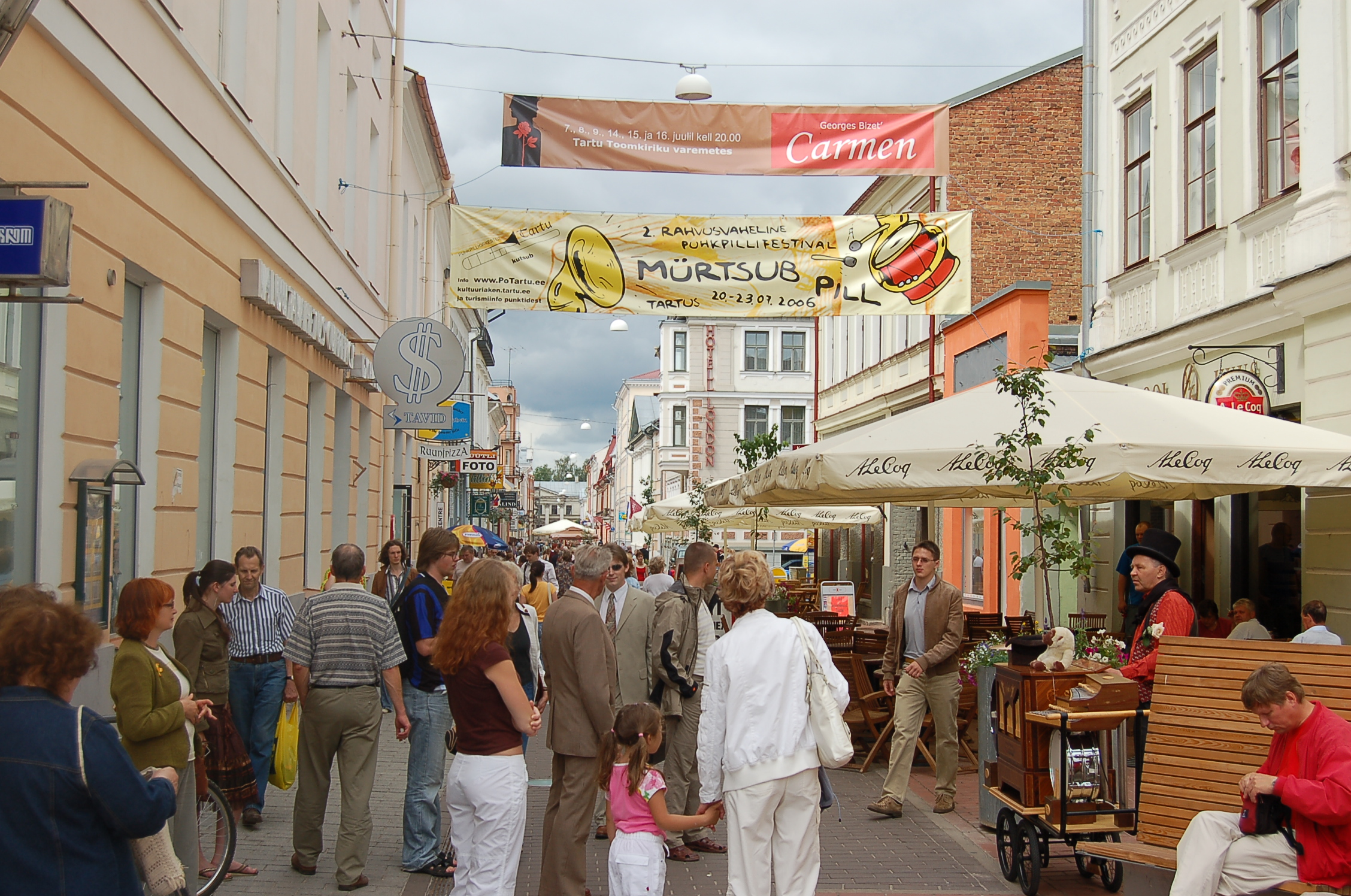
Rüütli tänav

Elle n'est pas recouverte d'asphalte, mais d'une surface pavée.

## Histoire
Les anciens bâtiments en bois de la rue ont été détruits dans un grand incendie en 1775, qui a débuté dans cette rue. 
Lors de la restauration qui a suivi, les bâtiments ont été construits dans un style néoclassique.
À l'époque soviétique, elle s'appelait la rue du 21 juin, jour de la fondation de la République socialiste soviétique d'Estonie.

## Lieux et bâtiments

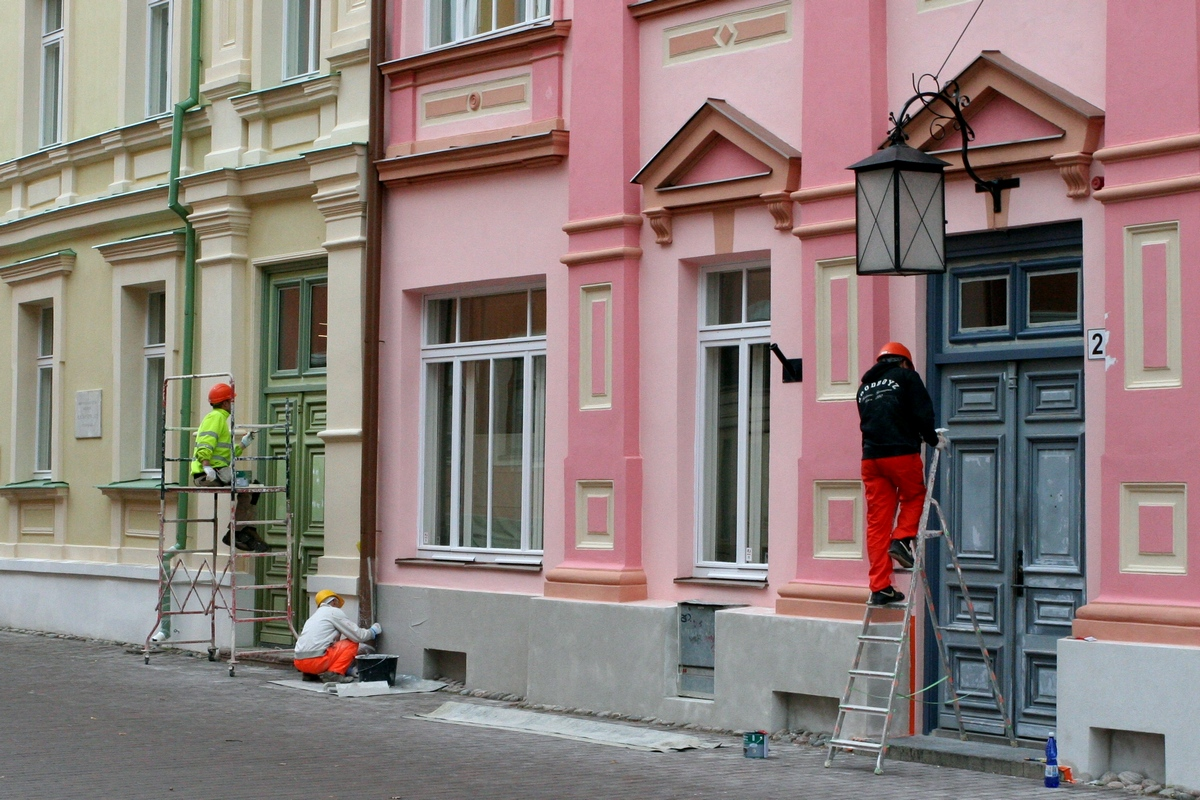
Rüütli tänav
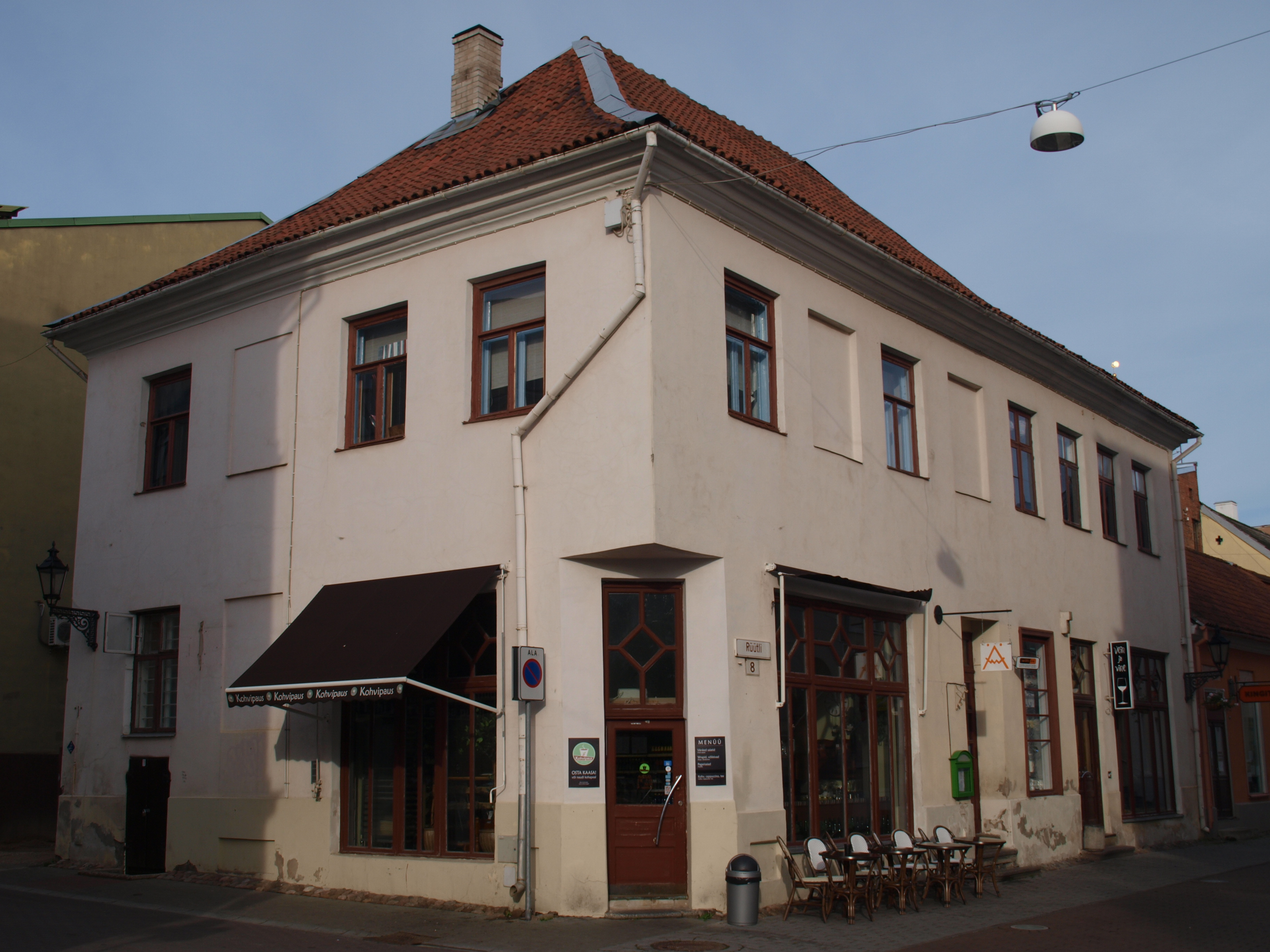
Rüütli 8
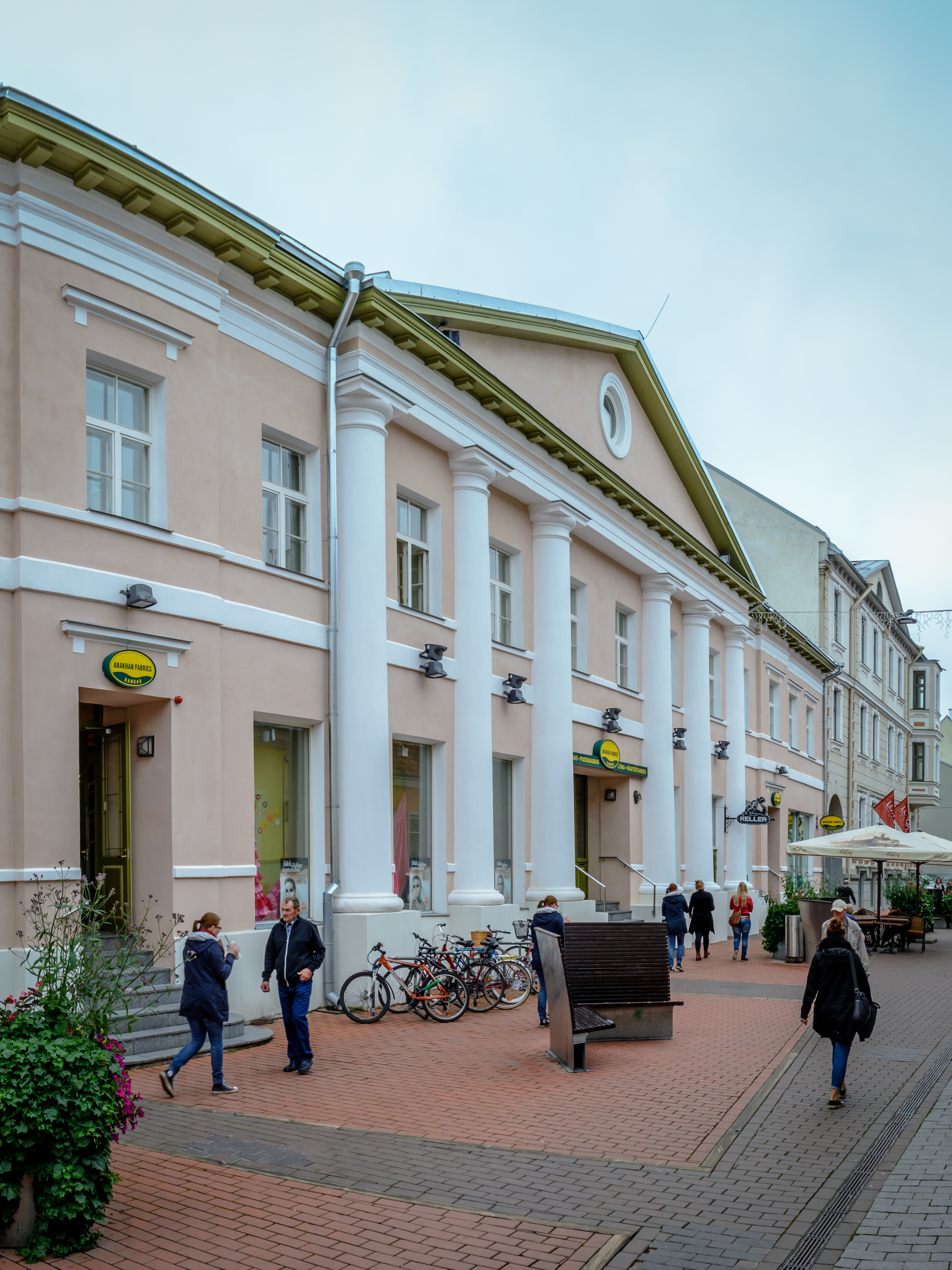
Rüütli 11
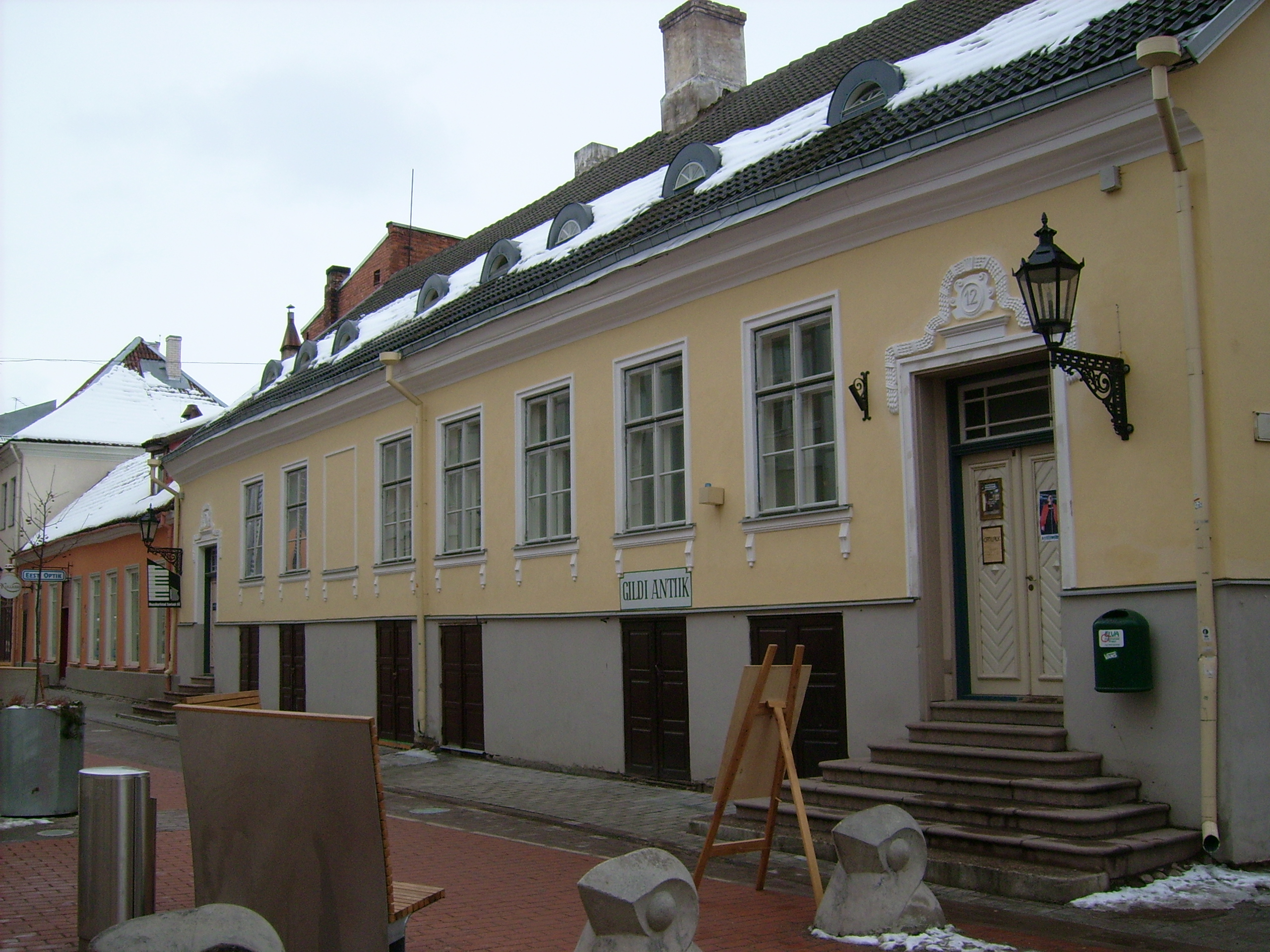
Rüütli 12
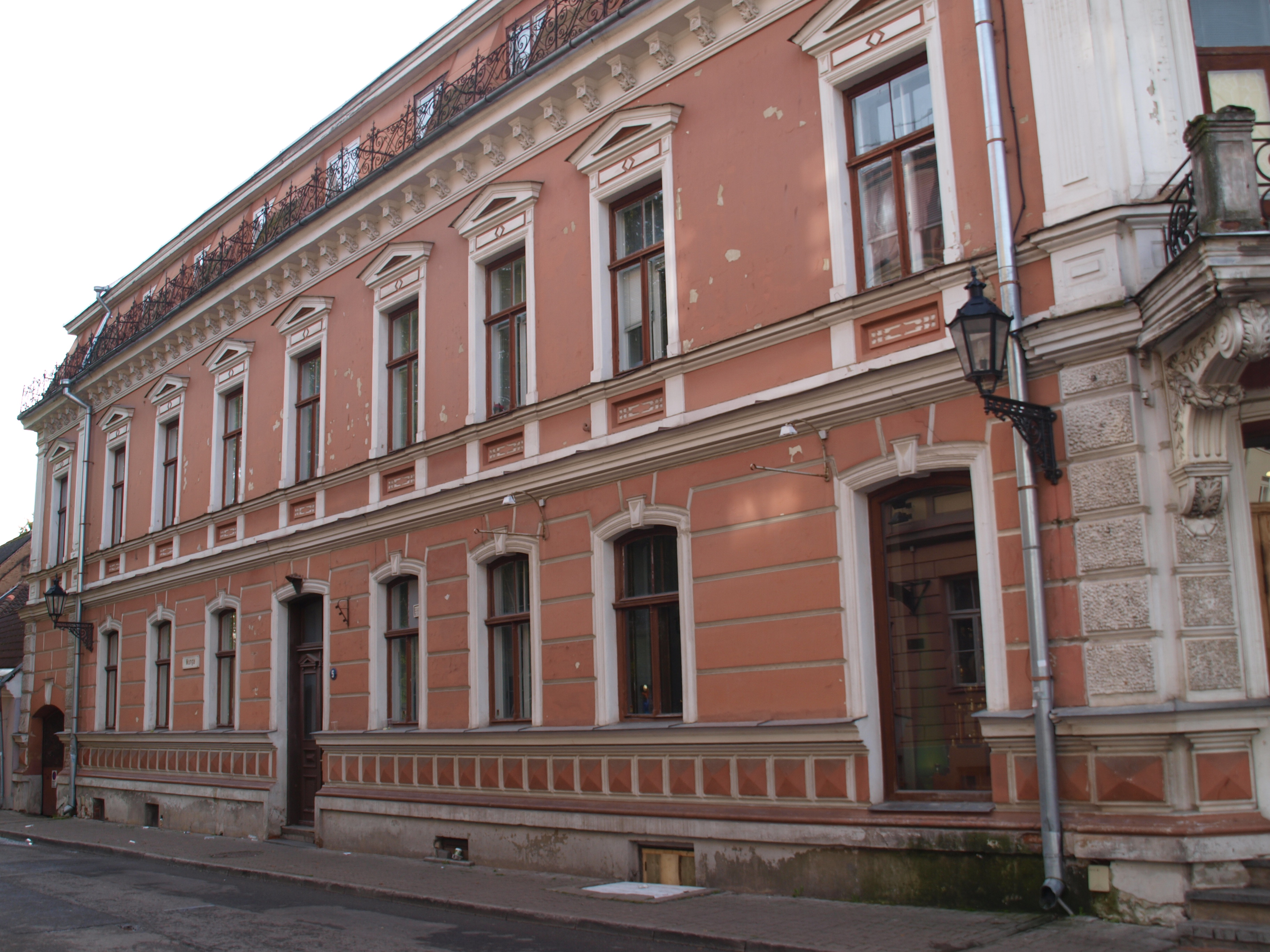
Rüütli 13
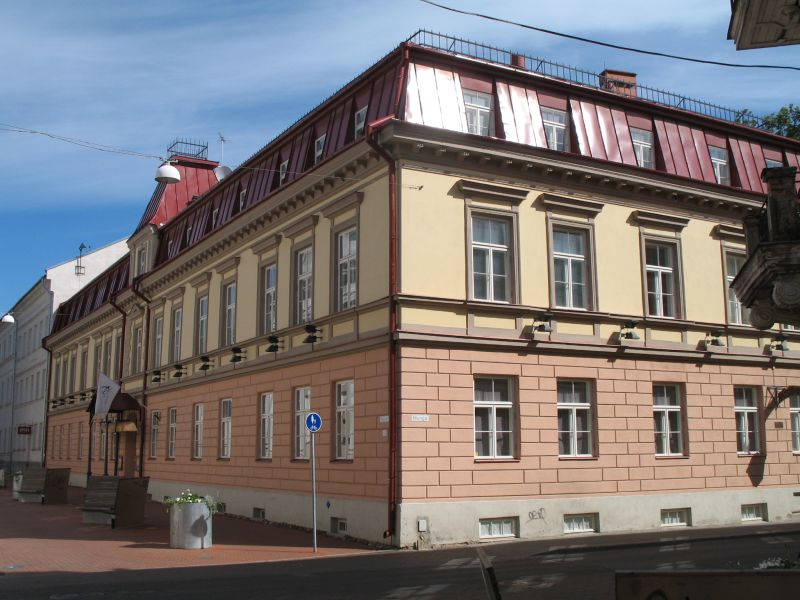
Rüütli 15, Musée du sport
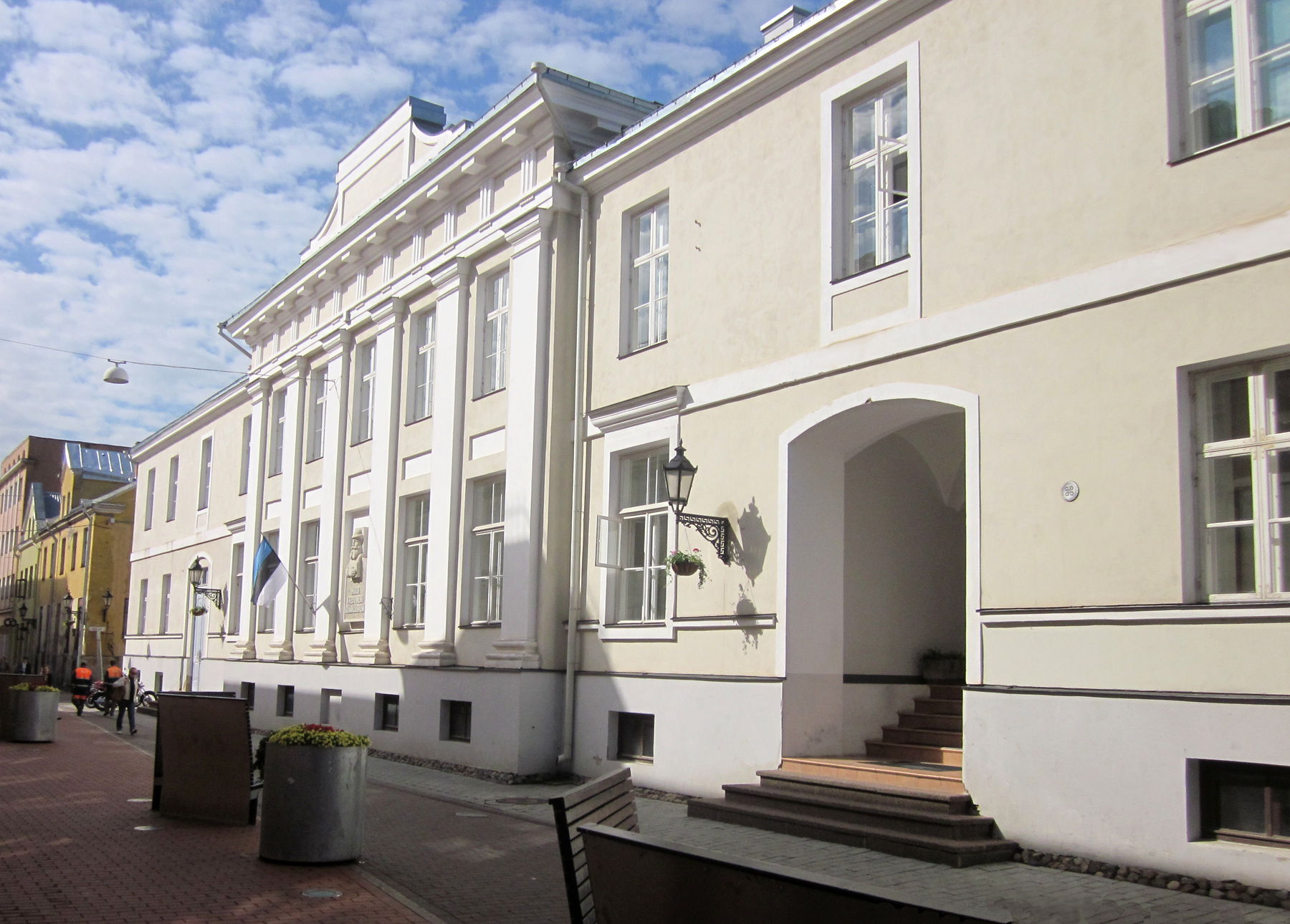
Rüütli 20, Lycée Hugo-Treffner
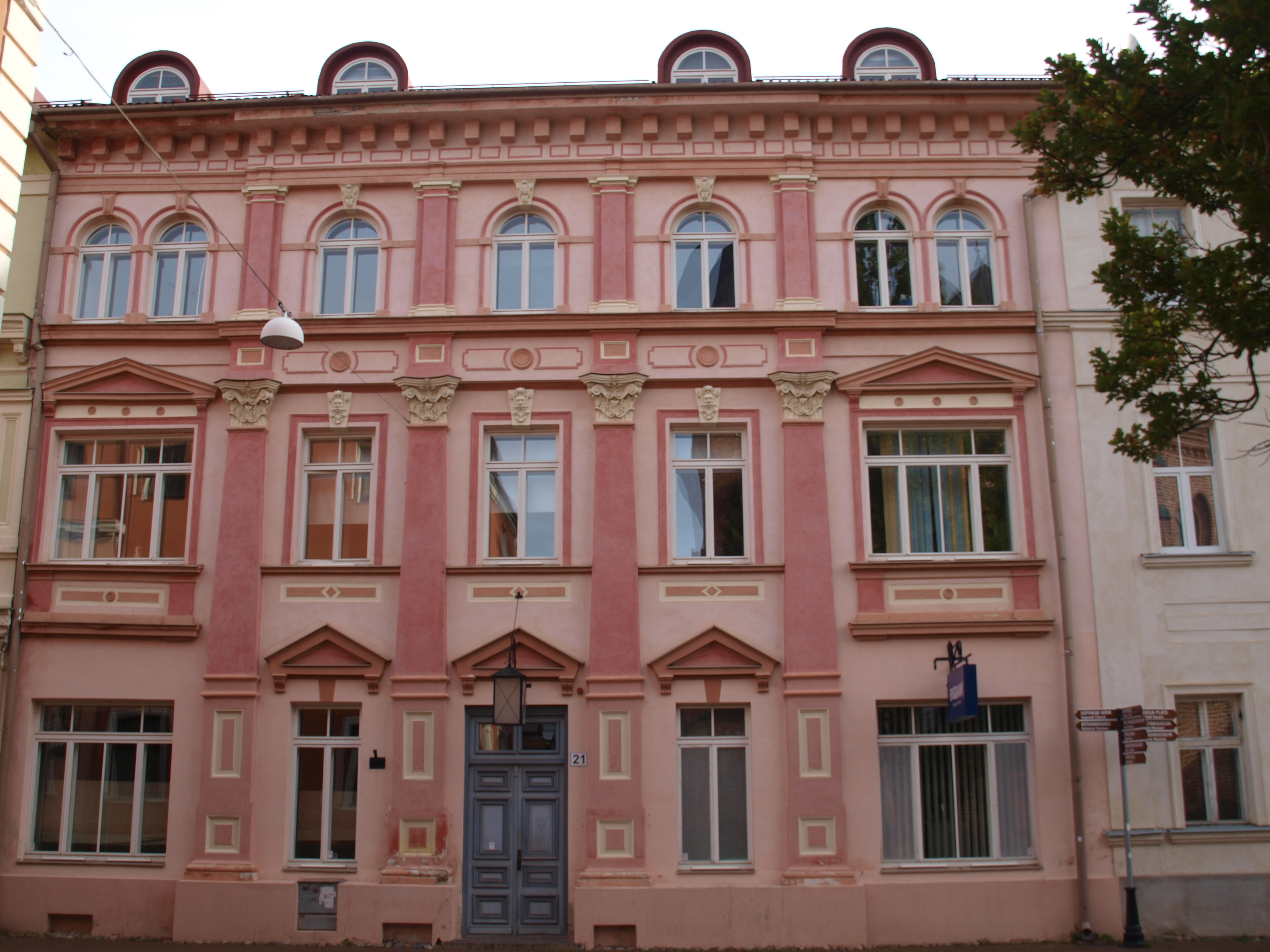
Rüütli 21
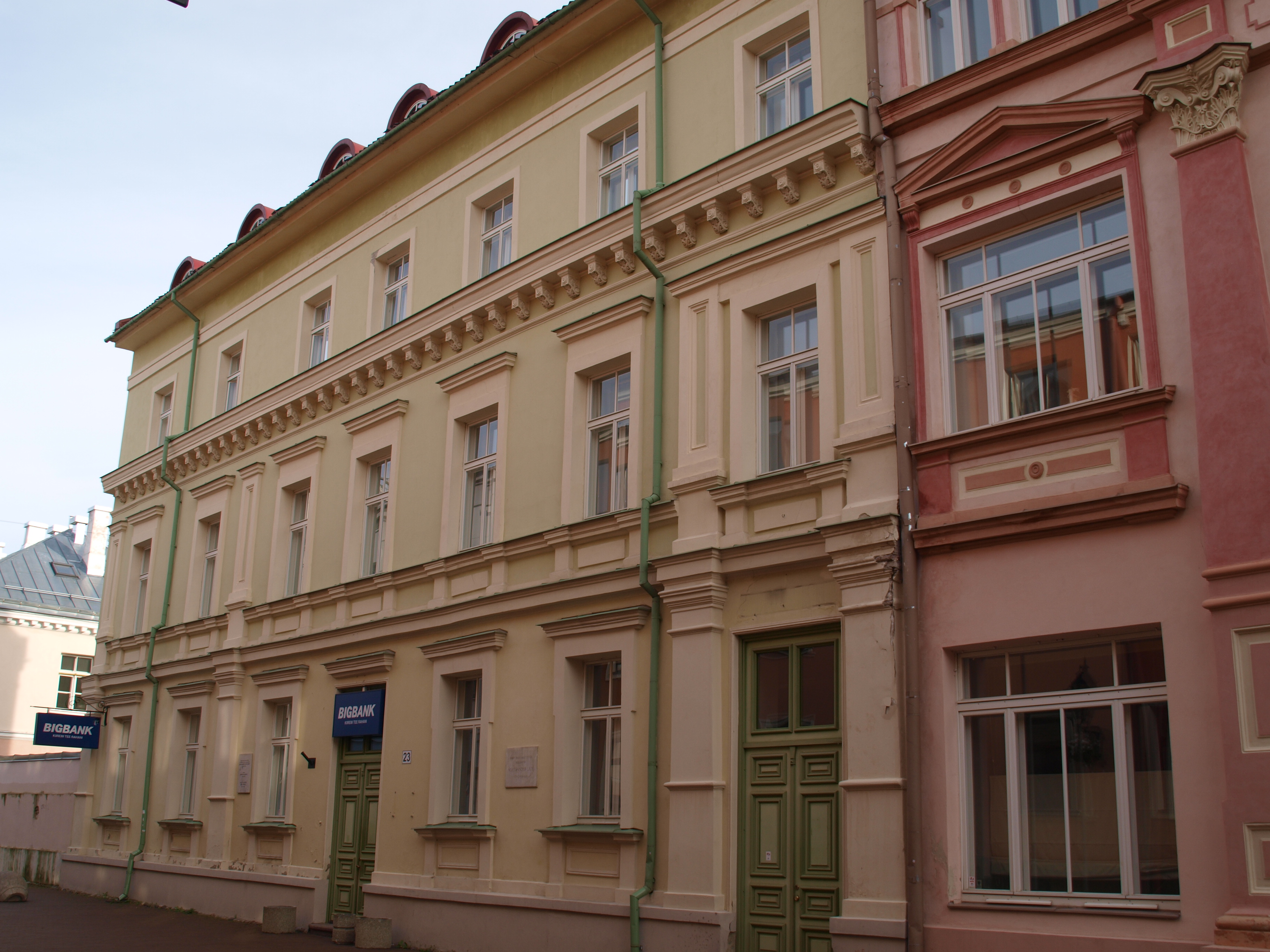
Rüütli 23